# Acalolepta persimilis
Acalolepta persimilis là một loài bọ cánh cứng trong họ Cerambycidae.